# Brek Shea
Brek Shea (College Station (Texas), 28 februari 1990) is een Amerikaans voetballer die bij voorkeur als middenvelder speelt. Hij verruilde in december 2014 Stoke City voor Orlando City. Shea debuteerde in 2010 in het Amerikaans voetbalelftal.

## Clubcarrière
Shea werd in de eerste ronde van de MLS SuperDraft 2008 als tweede gekozen door FC Dallas. Na vijf seizoenen verliet hij de club en tekende hij op 31 januari 2013, de laatste dag van de winterse transferperiode, een contract voor vierenhalf jaar bij Stoke City. Voor die club maakte hij op 23 februari 2013 zijn debuut in de Premier League tegen Fulham. Vanwege weinig zicht op speeltijd en een aankomend WK verhuurde Stoke Shea op 1 januari 2014 aan Barnsley, op dat moment actief in de Championship. Daarvoor maakte hij nog diezelfde dag zijn debuut, tegen Birmingham City. Barnsley stuurde Shea op 10 maart 2014, na acht gespeelde competitiewedstrijden, terug naar Stoke City nadat hij zich na een wedstrijd tegen Huddersfield Town onprofessioneel had gedragen ten opzichte van de supporters van Huddersfield.
Op 11 september 2014 werd hij voor drie maanden verhuurd aan Birmingham City, waar hij in totaal zes competitiewedstrijden speelde. Na de periode in Engeland, waar hij bij geen van de drie clubs indruk maakte, tekende Shea op 19 december een contract bij het Amerikaanse Orlando City SC, dat in 2015 haar entree maakte in de Major League Soccer. Hij maakte zijn debuut voor de club op 8 maart 2015 tegen New York City FC, de eerste MLS-wedstrijd in de geschiedenis van de twee clubs.

## Interlandcarrière
Shea maakte zijn debuut in het Voetbalelftal van de Verenigde Staten op 12 oktober 2010 in een vriendschappelijke interland tegen Colombia (0–0). Hij speelde de volledige eerste helft, waarna hij werd vervangen door Clint Dempsey. In de zomer van 2013 nam Shea met de Verenigde Staten deel aan de CONCACAF Gold Cup 2013. In de groepswedstrijd tegen Costa Rica maakte hij het enige en dus winnende doelpunt, dat tevens zijn eerste doelpunt in zijn interlandcarrière was. Ook in de van Panama gewonnen finale was hij de enige doelpuntenmaker.